# Martin Toszew
Martin Toszew (ur. 15 sierpnia 1990 roku we wsi Krupnik w Bułgarii) - bułgarski piłkarz występujący na pozycji napastnika lub prawego pomocnika w klubie Erzgebirge Aue. Był uważany za jeden z największych talentów piłkarskich w Bułgarii. Jego największe atuty to szybkość i świetny drybling.

## Kariera sportowa

### Kariera klubowa
Jest wychowankiem klubu CSKA Sofia. Od stycznia 2008 roku występował w Niemczech młodzieżowym zespole 1. FC Köln, gdzie przechodził szkolenie.
W czerwcu 2008 powrócił do Bułgarii i podpisał pierwszy zawodowy trzyletni kontrakt z CSKA Sofia. 6 grudnia 2008 roku strzelił pierwszego gola dla CSKA w meczu 1/8 finału Pucharu Bułgarii z PFC Bałkan Botewgrad.
Po zakończeniu sezonu 2008/2009 przeszedł do klubu Czernomorec Burgas, gdzie 12 lipca 2009 podpisał czteroletni kontrakt z klubem. 17 sierpnia 2009 Toszew zadebiutował w zespole zmieniając Michela Platiniego w wygranym 2:1 meczu z Łokomotiwem Płowdiw. 12 września zdobył swoją pierwszą bramkę dla zespołu z Burgas w meczu z Łokomitiwem Mezdra.
24 czerwca 2016 Toszew podpisał trzyletni kontrakt z Erzgebirge Aue.

### Występy w reprezentacji
Toszew w latach 2006-2008 występował w reprezentacji Bułgarii U-19, a następnie w drużynie do lat 21. W 11 występach w reprezentacji młodzieżowej zdobył sześć bramek .

### Trofea
- Superpuchar Bułgarii 2008 z CSKA Sofia.